# خارپشت‌های گوش‌بلند
خارپشت‌های گوش‌بلند (نام علمی: Hemiechinus) نام یک سرده از خارپشتان است که شامل دو گونه بوده و بومی مرکز و جنوب آسیا هستند. 

## گونه‌ها
- خارپشت گوش‌بلند (Hemiechinus auritus)
- خارپشت گوش‌بلند هندی (Hemiechinus collaris)